# Kong Christian den Niendes Pontonbro
Kong Christian den Niendes Pontonbro var en pontonbro, der forbandt Aalborg med Nørresundby fra 1865 til 1933. Broen var den første faste forbindelse mellem de to byer, da der indtil da kun havde været færgeforbindelse.
Broen blev indviet af Christian 9. den 19. september 1865. Pontonbroen var 7 meter bred, men noget smallere på midten, der kunne åbnes for skibstrafik. Pontonbroen blev afløst af Limfjordsbroen i 1933, og dens sidste mange år var kaotiske, med den stadig stigende biltrafik.
Broen havde 15 led, som hver hvilede på tre pontoner. I midten var en svingbro af smedejern.
Anlægsudgiften, der afholdtes af Aalborg by, blev 400.000 kroner foruden en udgift på 60.000 kroner til færgevæsenets indløsning.
Pontonbroen blev senere købt af Holland og transporteret til øen Curaçao, en hollandsk koloni i Caribien, hvor den i mange år lå i Willemstads havn som bindeled mellem 2 bydele. Dronning Emmas Bro er en pontonbro over St. Anna Bay i Curaçao. Broen blev bygget i 1888 og blev renoveret i 1939. Det var i denne forbindelse at pontonerne blev udskiftet med pontoner fra den gamle Limfjordsbro.